# 근대화
근대화(近代化)는 사회과학에서 현대 이전 또는 전통에서 근대 사회로 가는 진화하는 변화 모델을 가리킨다.
근대화의 목적론은 사회문화적 진화 이론에 기술되는데, 일반적으로 근대성을 수행해온 사회가 잇따르는 한 틀로서 존재한다. 일부 사회가 완전히 다른 방식으로 변화를 취하는 것이 이론적으로는 가능할 수 있으나, 이제까지 미더운 출처에 따른 반례는 없다.
역사가들은 근대화를 교육의 확산과 더불어 도시화와 산업화의 과정들과 연계한다. 2007년 켄덜(Kendall)에 따르면 "도시화는 근대화, 곧 산업화의 급진적인 진전과 더불어 일어났다." 사회학적 비판 이론에서 근대화는 합리화의 중요한 과정과 연계된다. 한 사회 안에서 근대화가 커나갈 때 개인은 사회의 본직절인 단위인 가족이나 공동체를 대체할 만큼 훨씬 더 중요하게 된다.
근대화 이론과 역사는 중국처럼 빠르게 성장하기를 갈망하는 나라를 위한 안내서로 사용되고 있다. 실제로 근대화는 세계사의 가장 유용한 뼈대로 제안되고 있는데, 그 까닭은 늦게 출발한 개발도상국들 가운데 하나인 “중국의 근대화는 다른 나라의 체험과 교훈을 바탕으로 두는 것에 틀림이 없기” 때문이다.
전통에 지배를 받지는 않은 채 근대화의 과정을 겪고 있는 사회들은 일반적으로 추상적인 원칙에 좌우되는 지배를 받는다. 전통적인 종교적 믿음과 문화적 특성들은 근대화가 장악하는 한 덜 중요하게 여겨지는 것이 보통이다.

## 같이 보기
- 현대 (시대)
- 근대화 이론
- 합리화

## 참고 문헌
- Brugger, Bill; Kate Hannan (1983). 《Modernization and revolution》. Routledge. ISBN 0-7099-0695-1.
- Dixon, Simon M. (1999). 《The modernisation of Russia, 1676-1825》. Cambridge University Press. ISBN 0-521-37961-X.
- Gavrov, S., Klyukanov, I., 2015. Modernization, Sociological Theories of. In: James D. Wright (editor-in-chief), International Encyclopedia of the Social & Behavioral Sciences, 2nd edition, Vol 15. Oxford: Elsevier. Pp. 707-713. ISBN 9780080970868